# Павлов Валентин Васильович
Валентин Васильович Павлов (нар. 26 червня 1916, с. Павлівка Самарської губернії Російської імперії — пом. 24 квітня 1974, Дніпропетровськ, Української РСР, СРСР) — радянський співробітник МВС СРСР, офіцер- танкіст в роки німецько-радянської війни, Герой Радянського Союзу (24.03.1945). Майор Червоної Армії; полковник міліції.

## Життєпис
Народився 26 червня 1916 року в селі Павлівка (з 1960 року село Багате) Самарської губернії в селянській родині. Закінчив чотири класи школи, потім в 1930 році — школу колгоспної молоді. З 1929 року перебував у комсомолі. Працював табельником елеватора в селі Павлівка, помічником тракториста в колгоспі «Червоний шлях». У 1933 році закінчив судномеханічну школу в Куйбишеві. Працював нафтовиком і кочегаром на пароплаві «Павло Постишев», потім механіком парових машин і двигунів внутрішнього згоряння на пароплаві «Казань» Волзького річкового пароплавства.
У 1934 році за комсомольською путівкою направлений на роботу в органи внутрішніх справ, призначений мотористом поста ОСВОД 3-ї дивізії конвойних військ НКВС. У січні 1935 року з групою комсомольців направлений до Якутська для посилення Управління робітничо-селянської міліції НКВС СРСР Якутській АРСР, там став практикантом- дактилоскопистів. Через рік призначений оперуповноваженим карного розшуку, в квітні 1940 року — начальником управління ОБХСС, у травні 1940 року — начальником відділу карного розшуку УНКВС Якутській АРСР. Член ВКП (б) з 1939 року.
У березні 1941 року рішенням Якутського обласного комітету ВКП (б) відкликаний на господарську роботу і призначений начальником автотранспортної контори «Холбос» в Якутську.
До Червоної армії були призвано в квітні 1941 року. Служив у 111-й танковій дивізії в Забайкаллі механіком і ад'ютантом штабу автомобільного батальйону У 1942 році закінчив курси при Іркутському військово-політичному училищі.
Учасник німецько-радянської війни з квітня 1942 року. Воював комісаром танкової роти 53-й важкої танкової бригади 11-го танкового корпусу . Брав участь у Воронезько-Ворошиловградській оборонній операції на Брянському фронті, воював у важких оборонних боях на Воронезькому напрямі (райони Задонська, Спаського, Перекопівка). У боях Валентин Павлов виявив мужність і стійкість, демонстрував бійцям приклад особистої відваги. Багаторазово заміняв поранених механіків і водив танки в атаку. Потім брав участь у контрударах під Воронежем в липні-серпні 1942 року, в Сєвській наступальній операції на Центральному фронті .
На фронті Павлов добре проявив себе, тому в квітні 1943 року був направлений командуванням на навчання на курсах командного складу, закінчив їх у 1944 році.
Після закінчення навчання з квітня 1944 року — командир танкової роти 65-ї Волноваської танкової бригади 11-го танкового корпусу (корпус в різний час прикріплявся до різних армій 1-го Білоруського фронту). Уже в липні призначений командиром танкового батальйону. На цій посаді і в цій бригаді пройшов бойовий шлях до Дня Перемоги. Відзначився в Білоруській наступальній операції влітку 1944 року, коли танкова рота старшого лейтенанта Павлова першої пробила оборону противника по рубежу державний кордон на річці Західний Буг. Танк Павлова був підбитий, сам він 16 годин чинив опір ворогові, що брав в облогу його танк. Під час цієї облоги екіпажу танка Павлова вдалося підірвати три німецьких гармати, один дзот і знищити кілька десятків німців.
Командир танкового батальйону 65-ї танкової бригади 11-го танкового корпусу 69-ї армії 1-го Білоруського фронту капітан В. В. Павлов виявив винятковий героїзм в ході Вісло-Одерської операції. Прорвавшись у глибокий тил ворога і організувавши там засідку на шосе Ґміна Цепелюв — Радом, за одну ніч танковому десанту під командуванням капітана Павлова вдалося знищити дві штурмові гармати, 45 автомашин, 145 солдатів і офіцерів, а також захопити дві автомашини з цінними оперативними документами, на додаток до всього був захоплений ворожий штаб.
У бою за Радом Павлов був поранений, але не пішов з поля бою. У боях за місто Сьрем батальйон Павлова знищив 140 солдатів і офіцерів, 20 польових і зенітних гармат, 46 автомашин, 8 тягачів з боєприпасами, сам батальйон вийшов з боїв майже без втрат.
За десять бойових днів на території Польщі капітан Валентин Павлов зі своїм танковим батальйоном завдав ворожим військам сильну утрату: було знищено 685 ворожих солдатів, 149 офіцерів, 2 генерала, 21 танк, 13 самохідних гармат, 32 тягача, 128 автомашин з боєприпасами, 67 гармат різного калібру, 12 артилерійських батарей, 48 зенітних гармат, 154 мінометів, 298 кулеметів, було захоплено 19 танків, 10 самохідних гармат, 80 літаків, 362 автомашини, 37 тягачів з боєприпасами, 19 військових складів, 185 гармат різного калібру, 97 зенітних гармат, 150 залізничних вагонів. Були взяті в полон 350 ворожих солдатів і офіцерів і звільнено 500 радянських військовополонених. Сам Павлов був представлений до звання Героя Радянського Союзу .
Указом Президії Верховної Ради СРСР від 24 березня 1945 року за зразкове виконання завдань командування і проявлені мужність і героїзм у боях з німецько-фашистськими загарбниками капітану Валентину Васильовичу Павлову присвоєно звання Героя Радянського Союзу з врученням ордена Леніна і медалі «Золота Зірка» .
У битві за утримання і розширення плацдарму в районі Костишина 10 лютого 1945 року батальйону капітана Павлова у важких умовах вдалося першим з танкістів по незміцнілому льоду форсувати Одер і допомогти піхоті, що знемагала в боях, утримати захоплений раніше Кюстрінський плацдарм. На плацдармі в бою під містом Костшин-над-Одрою Валентин Васильович був поранений, але вже через місяць після лікування був на своєму посту.
Під час Берлінської наступальної операції неподалік Берліна танк Павлова знову був підбитий, а сам капітан був вдруге поранений і контужений. Але незважаючи на поранення, незабаром повернувся в стрій і брав участь в боях за Дрезден, Хемніц, Веймар та інші міста.
Після завершення війни близько року продовжував службу в своєму корпусі і навіть був направлений до Москви для вступу до військової академії. Але в травні 1946 року майор В. В. Павлов був звільнений в запас на вимогу керівництва МВС.
Повернувся до Якутська і продовжив роботу на посаді начальника відділу по боротьбі з бандитизмом МВС Якутської АРСР. У 1947 році В. В. Павлов був обраний депутатом Верховної Ради Якутської АРСР. У серпні 1947 року направлений на навчання на Курси підготовки керівного складу при Вищій школі МВС СРСР у Москві. У 1948 році закінчив навчання, в серпні 1948 року призначений начальником відділу по боротьбі з бандитизмом Іванівського обласного Управління МВС СРСР. З березня 1950 року працював начальником відділу в Управлінні Міністерства державної безпеки СРСР по Алтайському краю, незабаром призначений помічником начальника УМДБ по Алтайському краю. У серпні 1952 року, направлений на навчання до Вищої школи МДБ СРСР, але після першого семестру відрахований через хворобу.
З 1953 року працював начальником Управління відділу внутрішніх справ по місту Сімферополю . З 1956 року служив начальником Управління міліції міста Дніпропетровська. У ці ж роки був членом Дніпропетровського міського комітету КПРС і членом виконкому Дніпропетровської міської Ради депутатів трудящих . У квітні 1960 звільнений з МВС за вислугою років.
Жив в Дніпропетровську. З листопада 1960 року працював директором вантажного автопарку № 5, з вересня 1962 року — начальником автобази міськздороввідділу. Помер 24 квітня 1974 року. Похований на Алеї Героїв Запорізького кладовища .

## нагороди
- Медаль «Золота Зірка» № 5152 Героя Радянського Союзу (24.03.1945);
- орден Леніна (24.03.1945);
- орден Червоного Прапора (11.04.1945);
- орден Вітчизняної війни I ступеня (24.03.1944);
- два ордени Вітчизняної війни II ступеня (23.07.1944, 21.08.1944);
- два ордени Червоної Зірки (31.03.1943, …);
- медалі СРСР, в тому числі медаль «За бойові заслуги», медаль «За визволення Варшави», медаль «За взяття Берліна» ;
- " Заслужений працівник МВС ";
- Почесна грамота Верховної Ради Якутській АРСР (1947).

іноземні
- Орден «Хрест Грюнвальда» III ступеня (Польща);
- Бронзова зірка (США) .

## Ушанування пам'яті
- У селі Багате (Самарська область) ім'ям героя названа одна з вулиць, на ній в 2004 році встановлена меморіальна дошка.
- Богатівській середній загальноосвітній школі присвоєно ім'я Героя Радянського Союзу В. В. Павлова (31.03.2010).
- Його ім'ям був названий вантажний річковий теплохід-катамаран (плавав на Волзі з 1979 по 2011 роки)[4] .
- в Сімферополі в 2017 році встановлена меморіальна дошка на будівлі міського Управління МВС[5] .